# Edgardo Preti
Edgardo Preti (fl. XX secolo) è stato un calciatore italiano, di ruolo terzino.

## Carriera
A cavallo del primo conflitto mondiale ha disputato sei campionati nelle file del Pavia, aveva esordito con i pavesi il 4 gennaio 1914 nella prima partita ufficiale della storia della squadra, nella gara Pavia-Ausonia Pro Gorla (4-0); la sua ultima partita col Pavia è stata dieci anni dopo nella più pesante sconfitta della storia della centenaria pavese, il (17-0) subito a Monza il 13 gennaio 1924 in Seconda Divisione.